# Козич, Иван Семёнович
Иван Семёнович Козич (бел. Іван Сямёнавіч Козіч; 1920 — 2000) — советский летчик-истребитель, участник Великой Отечественной войны, Герой Советского Союза (1943).

## Биография
Иван Козич родился 3 марта 1920 года в деревне Старые Морги (ныне — Узденский район Минской области Белоруссии). Окончил неполную среднюю школу, два курса индустриального техникума и аэроклуб. В 1938 году Козич был призван на службу в Рабоче-крестьянскую Красную Армию. В 1941 году он окончил Чугуевскую военную авиационную школу пилотов. С октября того же года — на фронтах Великой Отечественной войны. Принимал участие в боях на Брянском, Центральном и 1-м Белорусском фронтах.
К февралю 1943 года старшина Иван Козич был заместителем командира эскадрильи 721-го истребительного авиаполка 286-й истребительной авиадивизии 15-й воздушной армии Брянского фронта. К тому времени он совершил 210 боевых вылетов, принял участие в 31 воздушном бою, сбив 9 вражеских самолётов лично и ещё 4 — в составе группы.
Указом Президиума Верховного Совета СССР от 21 апреля 1943 года за «образцовое выполнение боевых заданий командования на фронте борьбы с немецкими захватчиками и проявленные при этом мужество и героизм» старшина Иван Козич был удостоен высокого звания Героя Советского Союза с вручением ордена Ленина и медали «Золотая Звезда» за номером 918.
В сентябре 1944 года Козич получил тяжёлое ранение и на фронт больше не вернулся. За время своего участия в боях он совершил 423 боевых вылета, сбив 16 вражеских самолётов лично и ещё 4 — в составе группы. После окончания войны Козич продолжил службу в Советской Армии. В 1950 году в звании майора он был уволен в запас. Проживал в посёлке Сюзьва Юрлинского района Пермской области, работал на лесозаготовках. Скончался 1 октября 2000 года.

## Награды и звания
Награждён двумя орденами Красного Знамени, орденом Александра Невского, тремя орденами Отечественной войны I степени, рядом медалей.

## Память
- В мае 2023 года в деревне Старые Морги Узденского района Минской области Беларуси открыт памятный знак Герою Советского Союза Ивану Козичу. Памятный знак оцифрован[2][3].